# فردریک (کلرادو)
فردریک (به انگلیسی: Frederick) شهری در ایالت کلرادو کشور ایالات متحده آمریکا است که جمعیت آن در سرشماری سال ۲۰۱۰ میلادی، ۸٬۶۷۹ نفر بوده‌است.